# Delft Colony (Kalifornija)
Delft Colony je naseljeno područje za statističke svrhe u američkoj saveznoj državi Kalifornija. Prema popisu stanovništva iz 2010. u njemu je živjelo 454 stanovnika.